# Зарубкинське сільське поселення
Зару́бкинське сільське поселення (рос. Зарубкинское сельское поселение) — муніципальне утворення у складі Зубово-Полянського району Мордовії, Росія. Адміністративний центр — село Зарубкино.

## Населення
Населення — 967 осіб (2019, 1066 у 2010, 1115 у 2002).

## Склад
До складу поселення входять такі населені пункти:
| Населений пункт         | Населення, осіб (2002) | Населення, осіб (2010) |
| ----------------------- | ---------------------- | ---------------------- |
| Зарубкино, село         | 257                    | 256                    |
| Каргал, село            | 357                    | 347                    |
| Красовка, присілок      | 16                     | 6                      |
| Покровські Селищі, село | 485                    | 457                    |